# Transformatormonitor
Een transformatormonitor is een meetsysteem van een vermogenstransformator dat
- transformatorgrootheden meet,
- op geregelde tijdstippen de data opslaat (data logging),
- de gemeten data beschikbaar maakt voor datavisualisatie in real time of in trend,
- via berekeningsmodellen en aan de hand van de gemeten grootheden andere transformatorgrootheden berekent,
- de toestand van de transformator bepaalt,
- de gebruiker alarmeert als bepaalde transformatorgrootheden buiten hun normale bereik liggen,
- de gebruiker waarschuwt als er onderhoud nodig is aan bijvoorbeeld de lastschakelaar.

Om een en ander te kunnen realiseren, moet in de modellen de nodige knowhow geïntegreerd zijn, zodat de monitor tijdig een alarm in werking stelt en eventueel acties voorstelt.
Een transformatormonitor is dus veel meer dan een toestel dat alleen maar meetgegevens verzamelt. De kwaliteit van de monitor wordt bepaald door de berekeningsmodellen en de geïntegreerde knowhow.

## Schematische voorstelling

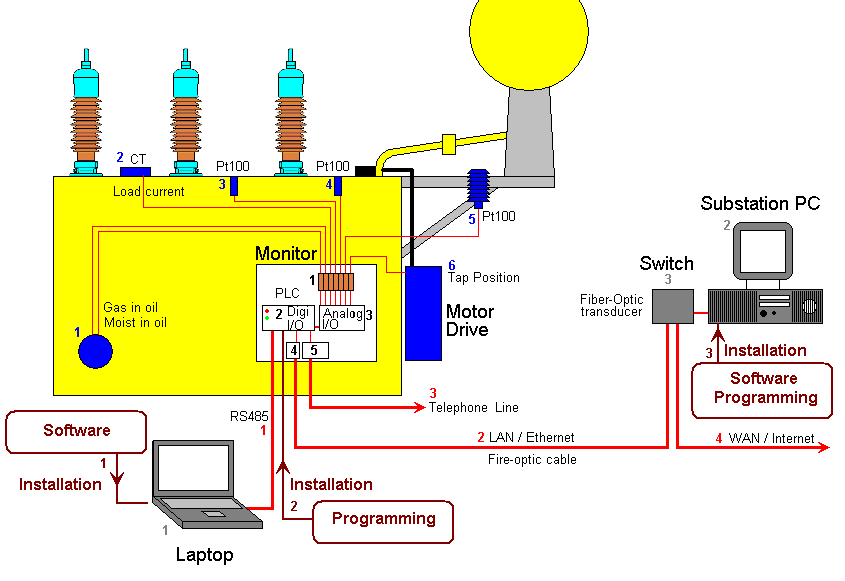
Voorstelling van een transformatormonitoringsysteem

Onderdelen in de hierbij afgebeelde figuur:
Meetsensoren (blauw)
1. Sensor voor gas in olie, vocht in olie
2. Stroomtransformator om de belastingsstroom te meten
3. Olie-weerstandsthermometer (Pt100) transfomator
4. Olie-weerstandsthermometer (Pt100) voor lastschakelaar
5. Weerstandsthermometer (Pt100) voor omgevingstemperatuur
6. Transducer voor de positie van de lastschakelaar

Monitoringsysteem (zwart)
1. Transducers om analoge signalen om te zetten in een standaardsignaal van 4-20 mA
2. PLC met CPU waarin alle intelligentie zit
3. I/O-module voor analoge signalen
4. Transducer van ethernet naar glasvezel voor veilige communicatie
5. Modem voor communicatie over een klassieke telefoonlijn

Communicatie (rood)
1. Seriële communicatiepoort (RS-232 of RS-485) voor lokale programmatie en parameterisatie
2. Ethernet-LAN-verbinding in glasvezel
3. Ethernet-WAN-verbinding

Computers (grijs)
1. Laptop voor lokale programmering
2. Pc in onderstation met serversoftware en firewall
3. Switch om de data beschikbaar te maken op een WAN

Benodigde software (bruin)
1. Communicatiesoftware om te kunnen communiceren met de monitor
2. Programmeringssoftware om de trafoparameters in het berekeningsmodel te kunnen invoeren
3. Communicatiesoftware om te kunnen communiceren met de monitor

## Nut van een transformatormonitor
Transformatormonitoring is het antwoord op de toegenomen behoefte om op elk ogenblik de juiste toestand van de transformator te kennen. Door privatisering zijn er voornamelijk besparingen geweest op transformatoren, waardoor:
- elke transformator meer belast werd tot op zijn nominaal vermogen en soms met overbelasting,
- er minder redundantie in het hoogspanningsnet optrad,
- onderstations onbemand werden gelaten.

Uiteraard bleef de behoefte om uitval te voorkomen en een stabiele spanning te kunnen garanderen. Daarom moet men:
- weten welke gevolgen een bepaalde overbelasting heeft voor de transformator,
- weten wat de gevolgen zijn van die overbelasting voor het verouderen van de isolatie,
- ver vooruit kunnen zien wanneer een transformator vervangen moet worden,
- op afstand de toestand van de transformator kunnen bewaken.